# Noiraigue
Noiraigue is een plaats en voormalige gemeente in het Zwitserse kanton Neuchâtel, en maakt deel uit van het district Val-de-Travers.
Noiraigue telt 507 inwoners.
- Historisch woordenboek van Zwitserland: 002879
- Virtual International Authority File: 240109660
- WorldCat: E39PBJg8HjHgCGtdjtbh7DMpT3